# Mou Les
"Mou Les" (alfabeto grego: Μου λες, português "Tu Dizes-me") foi a canção grega no Festival Eurovisão da Canção 1983, interpretada em grego por Christie Stassinopoulou.
O tema tinha letra de Sofia Fildisi, música de Antonis Plessas e foi orquestrada por Mimis Plessas
A canção grega foi a décima a ser interpretada na noite do evento, a seguir à canção finlandesa "Fantasiaa" interpretada por Ami Aspelund e antes da canção holandesa "Sing Me a Song" interpretada por Bernadette. No final da votação, terminou em 14.º lugar e recebeu um total de 32 pontos.
A canção é uma balada, com Stassinopolou dizendo ao seu amado como ela se sente quando ele fala das coisas dela.